# Tapirocoris
Tapirocoris is een geslacht van wantsen uit de familie van de Reduviidae (Roofwantsen). Het geslacht werd voor het eerst wetenschappelijk beschreven door Norman Cecil Egerton Miller in 1954.

## Soorten
Het genus bevat de volgende soorten:

- Tapirocoris annulatus Hsiao & Ren, 1981
- Tapirocoris densa Hsiao & Ren, 1981
- Tapirocoris limbatus Miller, 1954